# Polifoszfátok
A polifoszfátok a foszfor polimerjei. A foszfátkötés általában nagy energiájú kovalens kötés, vagyis a molekula bomlása csak nagy energia, vagy katalizátor (általában enzim) hatására lehetséges. A polifoszfátok közé tartozik például az adenozin-trifoszfát (ATP), mely egy a sejtek energetikai körfolyamatainak alapvető eleme.

## Polifoszfátok

### DNS
A DNS váza egy cukorból és foszfátból álló kopolimer. A DNS vázát dezoxiribóz és foszfát csoportok váltakozásával alkotott lánc alkotja. A nukleotidok a dezoxiribózhoz kovalens kötéssel kapcsolódnak, a komplementer DNS-lánccal pedig hidrogénkötést alakítanak ki. Az RNS is egy kopolimer, annyi különbséggel, hogy az RNS-ben a dezoxiribóz helyett ribóz található, valamint nukleotidok esetén  a timin helyett uracil épül a láncba. Az RNS nem alkot kettős hélixet.

### Nátrium-tri-polifoszfát
A nátrium-tri-polifoszfátot (Na5P3O10) fehérítő és vízlágyító hatása miatt széles körben alkalmazzák. A természetes vizekben nagy mennyiségben eutrofizációt (algák nagy mértékű túlszaporodása) okozhat. Egyes országokban használatát korlátozzák.

### Hosszú molekulájú, szervetlen polifoszfátok
A hosszú molekulájú, szervetlen polifoszfátokat L. Liberman fedezte fel az 1890-es években. Ezek néhánytól több száz ortofoszfátot tartalmaznak, melyek nagy energiájú foszfoanihidrid-kötésekkel kapcsolódnak.
Először un. molekuláris fosszíliáknak hitték őket, de bebizonyosodott, hogy egyes élőlények (például baktériumok) esetén jelentős szerepet játszanak az anyagcsere-folyamatokban.

## Élelmiszerekben
Az élelmiszeriparban a polifoszfátokat általában E452 néven, emulgeálószerként, víz és fémek megkötésére alkalmazzák.
- E452i nátrium-polifoszfátok
- E452ii kálium-polifoszfátok
- E452iii nátrium-kalcium-polifoszfátok (E543 néven is alkalmazzák)
- E452iv kalcium-polifoszfát (E544 néven is alkalmazzák)
- E452v ammónium-polifoszfát (E545 néven is alkalmazzák)

Maximum napi beviteli mennyiségük 70 mg/testsúlykg, de ez az összes foszfortartalmú vegyület együttes mennyiségére vonatkozik. A nagy mennyiségű foszfátbevitel megzavarhatja a szervezet anyagcsere folyamatait.